# Arne Tiselius
Arne Wilhelm Kaurin Tiselius (Estocolmo, 10 de agosto de 1902 - Upsala, 29 de octubre de 1971) fue un bioquímico sueco galardonado con el Premio Nobel de Química en el año 1948.

## Biografía
Nació el 10 de agosto de 1902 en la ciudad de Estocolmo. Después de la muerte de su padre se trasladó al lado de su familia a Gotemburgo, donde ingresó en la escuela, y después de su graduación en el "Realgymnasium" en 1921 estudió química en la Universidad de Upsala. Posteriormente pasó a ser asistente de investigación en el laboratorio de Theodor Svedberg en 1925 y se doctoró en 1930 sobre el método de la fase móvil en su estudio de electroforesis aplicada a proteínas, para lo que utilizó un aparato conocido como tubo de Tiselius. A partir de aquel año inició su tarea docente en la Universidad de Upsala, en donde fue nombrado catedrático de química en 1938 y director del Instituto de Bioquímica en 1946.
Tiselius murió el 29 de octubre de 1971 en la ciudad de Upsala.

## Investigación científica
Inició su investigación en torno a los procesos de difusión y adsorción, que continuó durante la visita de un año al laboratorio de Hugh Stott Taylor en la Universidad de Princeton, con la ayuda de una beca de la fundación Rockefeller, donde consiguió desarrollar el plasma sanguíneo sintético. A su retorno a Upsala reanudó su interés en las proteínas, y se interesó en el uso de métodos físicos en los problemas bioquímicos, lo cual le condujo a desarrollar un método mejorado de análisis electroforético que fue mejorando en los años posteriores.
En 1948 fue galardonado con el Premio Nobel de Química por sus trabajos sobre la naturaleza del plasma sanguíneo.
Tiselius tomó parte activa en la reorganización de la investigación científica en Suecia en los años posteriores a la Segunda Guerra Mundial, y fue presidente de la Unión Internacional de Química Pura y Aplicada entre 1951 y 1955, vicepresidente de la Fundación Nobel en 1947 y posteriormente presidente de ésta en 1960.

## Reconocimientos
En honor suyo se nombró el cráter Tiselius sobre la superficie de la Luna.

## Referenbcias
1. ↑  «Arne Tiselius | Protein Electrophoresis, Nobel Prize & Chromatography | Britannica». www.britannica.com (en inglés). Consultado el 30 de marzo de 2025.